# Emil Dietrich (Bauingenieur)
Emil Dietrich (* 13. Dezember 1844 in Stettin; † 26. September 1912 in Misdroy) war ein deutscher Bauingenieur, Baubeamter und Hochschullehrer an der Technischen Hochschule (Berlin-)Charlottenburg.

## Leben und Leistungen
Dietrich wurde 1844 in Stettin geboren und besuchte dort das Gymnasium. Er studierte an der Berliner Bauakademie, wo er 1867 die Erste Staatsprüfung bestand. Anschließend arbeitete Dietrich zunächst als Bauführer bei der Errichtung der Berlin-Lehrter Eisenbahn. 1873 bestand er die Baumeisterprüfung und wurde Mitglied der Ministerial-Baukommission in Berlin, wo er überwiegend für Wasserbauten zuständig war. Seit 1875 lehrte er im Nebenamt an der Berliner Bauakademie.
1882 wurde Dietrich zum ordentlichen Professor an der 1879 gegründeten Technischen Hochschule zu Berlin ernannt und lehrte dort bis 1904. Er verfasste mehrere Standardwerke zum Straßenbau, unter anderem über Baumaterialien der Steinstraßen (1885).
Emil Dietrich unternahm zahlreiche Auslandsreisen, verbrachte aber auch viel Zeit in seinem Ferienhaus in Misdroy in seiner pommerschen Heimat. Dort starb er auch 1912 im Alter von 67 Jahren. Beigesetzt wurde Dietrich in Berlin, auf dem Friedhof II der Jerusalems- und Neuen Kirche vor dem Halleschen Tor. Das Grab ist erhalten.

## Schriften (Auswahl)
- Der Erweiterungsbau des Landwehr-Kanals. Berlin 1875.
- Reise-Skizzen, gesammelt auf einer im Sommer 1876 bei Gelegenheit der Philadelphia-Ausstellung im Auftrage Sr. Excellenz des Herrn Handelsministers ausgeführten Studienreise nach Nordamerika über England. Berlin 1879; books.google.ca
- Die Asphaltstraßen. Berlin 1882; books.google.ca
- Die Baumaterialien der Steinstraßen. Berlin 1885; books.google.ca
- Oberbau und Betriebsmittel der Schmalspurbahnen im Dienste von Industrie und Bauwesen, Land- und Forstwirthschaft. Berlin 1889.
- Ueber Hoch- und Schwebebahnen. Berlin 1895.